# Karlova univerza v Pragi
Karlova univerza v Pragi (češko Univerzita Karlova v Praze, latinsko Universitas Carolina Pragensis,  nemško Karls-Universität Prag; kratko Karolinum) je najstarejša in največja univerza na Češkem. Ustanovljena je bila leta 1348 in je bila prva univerza v Srednji Evropi vzhodno od Francije in severno od Alp oz. Italije.  Je med najstarejšimi univerzami v Evropi z neprekinjenim delovanjem in se uvršča v 1,5 odstotka najboljših univerz na svetu.  Prav tako se šteje za najstarejšo nemško univerzo, saj je bila ustanovljena za češke in nemške študente.
Njen pečat kaže zaščitnika cesarja Karla IV. z njegovimi grbi kot svetega rimskega cesarja in kralja Češke, ki kleči pred svetim Venčeslavom, zavetnikom Češke. Obdan je z napisom Sigillum universitatis Scolarium Studii Pragensis (češko Pečeť studentské obce pražského učení). 

## Zgodovina

### Srednjeveška univerza (1349–1419)
Ustanovitev srednjeveške univerze v Pragi je spodbudil sveti rimski cesar Karel IV.  Svojega prijatelja in zaveznika papeža Klemena VI. je prosil, da to stori. 26. januarja 1347 je papež izdal bulo o ustanovitvi univerze v Pragi po zgledu univerze v Parizu s štirimi klasičnimi fakultetami: teološko, pravno, medicinsko in filozofsko. 7. aprila 1348 je Karel, kralj Češke, ustanovljeni univerzi podaril privilegije in imuniteto posvetne oblasti v zlati buli  in 14. januarja 1349 to ponovil kot rimski cesar. Večina čeških virov od 19. stoletja dalje – enciklopedije, splošna zgodovina, gradivo univerze – navaja leto 1348 kot leto ustanovitve univerze, ne 1347 ali 1349 zaradi protiklerikalizma v 19. stoletju Čehov in Nemcev.
Univerza je bila dejansko odprta leta 1349. Imela je oddelke, imenovane narodi: češki, bavarski, poljski in saški. Češki narod je vključeval Čehe, Moravce, južne Slovane in Madžare; bavarski Avstrijce, Švabe, domačine Franke in pokrajine ob Renu; poljski je vključeval Šlezijce, Poljake, Ruse; saški prebivalce grofije Meissen, Turingijce, Zgornjo in Spodnjo Saško, Dance in Švede. Čeških študentov je bilo od 16 do 20 odstotkov.  Nadškof Arnošt iz Pardubic je sodeloval pri ustanovitvi in se zavezal, da bo duhovščina sodelovala in dala rektorja univerze.
Prvi diplomant je končal študij leta 1359. Predavanja so bila na kolidžih, od katerih je bil najstarejši imenovan po kralju Karolinum, ustanovljen leta 1366. Leta 1372 je postala pravna fakulteta samostojna univerza. 
Leta 1402 je Hieronim Praški, češki cerkveni reformator, ki je študiral v Oxfordu, prekopiral deli Dialogus in Trialogus Johna Wycliffa. Dekan filozofske fakultete, Jan Hus, je prevedel Trialogus v češčino. Leta 1403 je univerza prepovedala svojim članom, da širijo Wycliffove ideje, a je bil kljub temu njegov nauk še naprej zelo priljubljen.
Ob zahodnem razkolu je češki narod podprl stališče kralja Venčeslava in koncil v Pisi (1409). Drugi narodi univerze so izrazili podporo papežu Gregorju XII., zato je bilo glasovanje 1 : 3 proti Čehom. Hus in drugi Čehi so spretno izkoristili Venčeslavovo nasprotovanje Gregorju. Z ukazom iz Kutne Hore z dne 18. januarja 1409 je kralj preklical statut univerze in podelil češkim vodjem tri glasove, samo en glas je ostal za vse druge tri. Zaradi tega državnega udara so maja 1409 tuji (predvsem nemški) profesorji in študenti odšli na univerzo v Leipzigu. Pred tem, leta 1408, je imela univerza okoli 200 doktorjev in magistrov, 500 diplomantov in 30.000 študentov; zdaj je izgubila veliko, od 5000 do 20.000, tudi 46 profesorjev. Jeseni leta 1409 je bil Hus izvoljen za rektorja  češke univerze.
Tako je univerza v Pragi izgubila ogromno svojih študentov in fakultet. Postala je le regionalna ustanova z zelo nizkim statusom.  Kmalu, že leta 1419 sta izginili teološka in pravna fakulteta, ostala je samo filozofska.

### Protestantska akademija (1419–1622)
Filozofska fakulteta je postala središče husitskega gibanja in glavni doktrinarni organ utrakistov. V letih 1417 do 1430 ni nihče diplomiral; bilo je le osem ali devet profesorjev. Cesar Sigismund Luksemburški, sin Karla IV., je vzel svojo osebno lastnino, kar je je ostalo, kar je bil napredek. Cesar Ferdinand I. Habsburški je poklical jezuite v Prago in 1562 so odprli akademijo Klementinum. Od 1541 do 1558 je bil profesor grškega jezika češki humanist Mattheus Collinus (1516–1566).  Napredek je bil dosežen še enkrat, ko se je cesar Rudolf II. Habsburški naselil v Pragi. Leta 1609 je bil odpravljen obvezni celibat profesorjev. Leta 1616 je jezuitska akademija postala univerza. 
Jezuite so med letoma 1618 in 1621 na začetku tridesetletne vojne izgnali pod vodstvom protikatoliških in proticesarskih Čehov. Leta 1622 so imeli jezuiti močan vpliv na cesarja. Z dvornim ukazom 19. septembra 1622 so dobili jezuiti vrhovni nadzor nad celotnim šolskim sistemom Češke, Moravske in Šlezije. Zadnji štirje profesorji na Karolinumu so odstopili in Karolinum in devet kolidžev so pripadli jezuitom. Jezuiti so imeli tudi pravico do podeljevanja diplom, imenovanja na vodstvene položaje univerze in imenovanja posvetnih profesorjev.

### Karel-Ferdinandova univerza (1622–1882)
Kardinal Ernst Adalbert von Harrach je nasprotoval združitvi univerze z drugo ustanovo in umiku nadškofijske pravice do rektorja, preprečil je pripravo zlate bule za potrditev donacije jezuitom. Kardinal Ernst je financiral Collegium Adalbertinum in leta 1638 je cesar Ferdinand III. Habsburški omejil učiteljski monopol, ki so ga uživali jezuiti. Vzel jim je pravice, lastnino in arhive Karolinuma in univerza je spet postala bolj neodvisna pod cesarsko zaščito. V zadnjih letih tridesetletne vojne so Karlov most v Pragi pogumno branili študentje Karolinuma in Klementinuma. Od leta 1650 je vsak diplomant moral priseči, da bo spoštoval Marijino brezmadežno spočetje in to letno obnavljati.
23. februarja 1654 je cesar Ferdinand III. združil Karolinum in Klementinum in ustvaril enotno univerzo s štirimi fakultetami: Karel-Ferdinandovo univerzo. Karolinum je imel v tistem času le filozofsko fakulteto kot edino ohranjeno iz obdobja husitskih vojn. Ob tem času se je univerza imenovala Univerza Karla Ferdinanda (latinsko: Universitatis Carolinae Ferdinandea). Razpadajoči Karolinum je bil obnovljen leta 1718 na račun države. Obnova in birokratske reforme univerz v habsburški monarhiji leta 1752 in 1754 so odvzele univerzi mnoge njene nekdanje privilegije. Leta 1757 so bili dominikanci in avguštinci pooblaščeni dajati teološka navodila, vendar pa so se postopno uvajale razsvetljenske reforme. Vrhunec je bil ob koncu stoletja, ko so tudi nekatoličani dobili pravico do študija. 29. julija 1784 je nemščina nadomestila latinščino kot učni jezik. Prvič je bilo dovoljeno študirati protestantom in kmalu tudi Judom. Univerza je priznala potrebo po češkem jeziku in profesorjih. Cesar Leopold II. je 28. oktobra 1791 izdal dvorni odlok. 15. maja 1792 je bil učenjak in zgodovinar František Martin Pelcl imenovan za profesorja katedre. Predavati je začel 13. marca 1793.
Med revolucijo leta 1848 so se nemški in češki študenti borili za predavanja v češkem jeziku na univerzi. Zaradi demografskih sprememb v 19. stoletju so v Pragi okli leta 1860 prenehali uporabljati nemški jezik kot glavni jezik. Do leta 1863 so 22 predmetov predavali v angleškem in češkem, druge (od 187 ?) pa v nemškem jeziku. Leta 1864 so Nemci predlagali ustanovitev ločene češke univerze. Češki profesorji so to zavrnili, ker so želeli nadaljevati univerzitetno tradicijo.

### Razdelitev v češko in nemško univerzo
Kmalu je postalo jasno, da niti Nemci niti Čehi niso zadovoljni z dvojezičnim dogovorom, kot je bila univerza urejena po revoluciji leta 1848. Prav tako Čehi niso podprli ideje o vrnitvi na študentske narode iz leta 1349. Namesto tega so podprli idejo za skupno vodenje univerze, ki naj bi se delila v kolidže, enega nemškega in enega češkega. To bi omogočilo Nemcem in Čehom, da bi obdržali skupno tradicijo univerze. Nemški govorci so hitro dali veto na tak predlog in predlagali, da se univerza razdeli v dve ločeni ustanovi.
Po dolgih pogajanjih je bila univerza razdeljena na nemško univerzo Karla-Ferdinanda (nemško Deutsche Karl-Ferdinands-Universität) in češko univerzo Karla-Ferdinanda (češko: Česká universita Karlo-Ferdinandova) z aktom cesarskega državnega zbora, ki ga je cesar Franc Jožef sankcioniral 28. februarja 1882.  Oddelka sta bila popolnoma neodvisna in sta uživala enak status. Univerzi sta si delili medicinske in znanstvene inštitute, stare insignije, avlo, knjižnico in botanični vrt, toda skupne objekte je vodila nemška univerza. Prvi rektor češke univerze je postal Václav Vladivoj Tomek.
Leta 1890 je imela kraljeva in cesarska češka Univerza Karla-Ferdinanda 112 učiteljev in 2191 študentov, kraljeva in cesarska nemška Univerza Karla- Ferdinanda 146 učiteljev in 1483 študentov. Univerzi sta imeli tri fakultete. Teološka fakulteta je ostala skupna do leta 1891. Nemška univerza je imela v zimskem semestru 1909/10 1778 študentov: 58 bogoslovcev za laično duhovništvo in verske rede, 755 študentov prava, 376 medicincev, 589 filozofov. Med študenti je bilo okoli 80 študentk. Za teologijo je bilo 7 rednih profesorjev, 1 asistent, 1 docent; za pravo 12 rednih profesorjev, 2 asistenta, 4 docenti; za medicino 15 rednih profesorjev, 19 asistentov, 30 docentov; za filozofijo 30 rednih profesorjev, 8 asistentov, 19 docentov, 7 predavateljev. Češka univerza je imela v zimskem semestru 1909/10  4319 študentov, od teh 131 bogoslovcev, ki so pripadali posvetni in redni duhovščini; 1962 študentov prava; 687 medicincev; 1539 filozofov; 256 študentk. Teološka fakulteta je imela 8 rednih profesorjev, 2 docenta; pravna 12 rednih, 7 asistentov, 12 docentov; medicinska 16 rednih profesorjev, 22 asistentov, 24 docentov; filozofija 29 rednih profesorjev, 16 asistentov, 35 docentov, 11 predavateljev.
Vrhunec nemške univerze je bila doba pred prvo svetovno vojno, ko je bila dom svetovno priznanih znanstvenikov, kot so fizik in filozof Ernst Mach, Moritz Winternitz in Albert Einstein. Poleg njih so bili v nemško jezikovno področje vključeni ugledni posamezniki, kot so  [[pisatelji Max Brod, Franz Kafka in Johannes Urzidil.  "Lese- und Redehalle der deutschen Studenten in Prag" (Čitalnica in predavalnica nemških študentov v Pragi), ustanovljena leta 1848, je bilo pomembno družbeno in znanstveno središče. Knjižnica je leta 1885 imela več kot 23.519 knjig in ponudila je 248 znanstvenih revij, 19 dnevnih časopisov, 49 revij in 34 razvedrilnih revij. Imeli so tudi redna predavanja o znanstvenih in političnih temah.
Še preden je bila ukinjena Avstro-ogrska konec leta 1918, ki naj bi jo nasledila Češkoslovaška, so češki politiki zahtevali, da so bile insignije iz leta 1348 izključna pravica češke univerze. Zakon št. 197/1919, Zbirka zakonov, je ustanovil protestantsko teološko fakulteto, a ne kot del Karlove univerze.  To se je spremenilo 10. maja 1990, ko je končno postala fakulteta univerze.  Leta 1920 je tako imenovani zakon Lex Mareš (št. 135/1920, Zbirka zakonov), imenovan po njegovem pobudniku, profesorju fiziologije Františku Marešu, določil, naj bi bila naslednica prvotne univerze češka univerza.  Izpustili so habsburško ime Ferdinand in jo imenovali Karlova univerza, medtem ko nemška univerza ni bila imenovana v dokumentu in je nato postala uradno Nemška univerza v Pragi (nemško Deutsche Universität Prag). 
Leta 1921 so Nemci svojo univerzo prestavili v Liberec (nemško: Reichenberg) na severu Češke. Leta 1930 je približno 42.000 prebivalcev Prage govorilo nemško kot svoj materni jezik, medtem ko je na milijone ljudi živelo v severni Češki blizu meje z Nemčijo.
Oktobra 1932 so Čehi po Naegelejevi smrti Čehi spet začeli polemiko o oznakah. Narodne napetosti so se okrepile, čeprav so bili nekateri profesorji nemške univerze člani češkoslovaške vlade. Vsak sporazum uporabe insignij obeh univerz je bil zavrnjen. 21. novembra 1934 je morala nemška univerza predati insignije Čehom. Nemški univerzitetni senat je poslal delegacijo k ministru za šolstvo Krčmarju s protestom o izvršbi. Opoldne 24. novembra 1934 je več tisoč študentov češke univerze protestiralo pred nemško univerzitetno zgradbo. Češki rektor Karel Domin je imel govor in pozval množice k napadu, medtem ko se je manjšina nemških študentov skušala upreti. Pod grožnjo nasilja je 25. novembra 1934 rektor Otto Grosser (1873–1951) predal insignije. Te težave so škodovale odnosom med univerzama in narodoma.
Zgodba se je obrnila leta 1938 po dogovoru v Münchnu, ko so nemške čete vstopile v mejna območja Češkoslovaške (tako imenovani Sudeti) in tudi  poljske in madžarske čete. 15. marca 1939 so Nemci prisilno razdelili Češkoslovaško in jo zasedli kot protektorat Češke in Moravske. Reichsprotektor Konstantin von Neurath je izročil zgodovinske insignije nemški univerzi, ki je bila uradno imenovana Deutsche Karls-Universität in Prag. 1. septembra 1939 je bila nemška univerza podrejena ministrstvu za šolstvo v Berlinu in 4. novembra 1939 razglašena kot Reichsuniversität. 
28. oktobra 1939 je bil med demonstracijami ubit Jan Opletal. Njegov pokop 15. novembra 1939 je povzročil nove demonstracije.  17. novembra 1939 (zdaj mednarodni dan študentov) so bile češka univerza in vse druge češke ustanove visokošolskega izobraževanja zaprte in ostale zaprte do konca vojne. Devet študentskih voditeljev je bilo usmrčenih in približno 1200 čeških študentov interniranih v Sachsenhausen, kjer so ostali do leta 1943. Okoli 20 ali 35 interniranih študentov je umrlo v taborišču. 8. maja 1940 se je češka univerza uradno preimenovala v Češka Karlova univerza (češko Česká universita Karlova) z vladno uredbo 188/1940, zbirka.
Druga svetovna vojna označuje konec soobstoja dveh univerz v Pragi.

### Sodobni čas (po letu 1945)
Čeprav si je univerza po letu 1945 hitro opomogla, še dolgo ni imela akademske svobode. Po komunističnem državnem udaru leta 1948 je nova ureditev začela organizirati čistke in zatirala vse oblike nestrinjanja z uradno ideologijo in nadaljevala to početje naslednja štiri desetletja z drugim valom čistk med obdobjem normalizacije v začetku leta 1970.  V poznih 1980-ih so se razmere začele izboljševati; študenti so organizirali različne dejavnosti in več mirnih demonstracij v skladu z revolucijami leta 1989 v tujini.  To je leta 1989 sprožilo žametno revolucijo, v kateri so študenti in fakultete univerze igrali veliko vlogo. Václav Havel, pisatelj, dramatik in filozof je bil po prošnji neodvisne akademske skupnosti imenovan za predsednika republike decembra 1989.

## Lega
Karlova univerza nima enega skupnega kampusa. Akademske stavbe so na več krajih po mestu Pragi, tri fakultete so v drugih mestih (dve od njih v Hradcu Kralovem, ena v Plznu). Zgodovinska glavna stavba iz 14. stoletja, imenovana Karolinum, je v starem mestnem jedru Prage in je središče univerze. To je sedež rektorja in akademskega senata Karlove univerze. Karolinum je tudi prizorišče uradnih akademskih slovesnosti, kot so matrikulacija (vpis) in podelitev diplom.
Botanični vrt Karlove univerze, ki ga upravlja Fakulteta za znanost, je v Novem mestu Prage.

## Organizacija
Med štirimi izvirnimi fakultetami Karlove univerze so: pravna, medicinska, umetnostna (filozofija) in teologija (zdaj katoliška teologija). Danes Karlovo univerzo sestavlja 17 fakultet, ki imajo sedež v Pragi, dve v kraju Hradec Králové in ena v Plznu. Fakultete so:
- Katoliška fakulteta, Protestantska teološka fakulteta, Husitska fakulteta
- Pravna fakulteta,
- 1., 2. in 3. medicinska fakulteta,
- Medicinska fakulteta (Plzen) in Medicinska fakulteta (Hradec Králové)
- Farmacevtska fakulteta Hradec Králové
- Filozofska fakulteta
- Fakulteta za naravoslovje in Matematično-fizikalna fakulteta
- Pedagoška fakulteta, Fakulteta ved, Fakulteta za telesno vzgojo in šport in
- Fakulteta za humanistične študije

## Pomembne fakultete in študenti

### Pomembni študenti
| Nerazdeljena, pred 1882 | Češka univerza (1882–1939 in 1945 do danes) | Nemška univerza (1882–1945) |
| --- | --- | --- |
| - Bernard Bolzano (1781–1848), matematik in filozof - Vincenz Czerny (1842–1916), kirurg - Josef Dobrovský (1753–1829), filolog in zgodovinar - Samuel Fritz (1654–1730), jezuitski misijonar in kartograf - Anton Gindely (1829–1892), zgodovinar - Jan Hus (1369–1415), religiozni mislec in reformator - Karel Hynek Mácha (1810–1836), pesnik, pisatelj - Giovanni Kminek-Szedlo (1828–1896), egiptolog - Jan Marek Marci (1595–1677), fizik - Jan Evangelista Purkyně (1787–1869), fiziolog - Agustín Stahl (1842–1917), raziskovalec - Ferdinand Stoliczka (1838–1874), paleontolog - Matthias of Trakai (približno 1370–1453), škof Vilne | - Václav Bělohradský (rojen 1944) filozof - Antonín Holý (1936–2012) češki kemik, pomembno vlogo je imel pri raziskovanju zdravil za zdravljenje okužbe z virusom HIV in AIDS - Edvard Beneš (1884–1948), sociolog, drugi predsednik Češkoslovaške - Adalbert Czerny (1863–1941), pediater - Karel Čapek (1890–1938), pisatelj - Eduard Čech (1893–1960), matematik - Stanislav Grof (rojen 1931), ustanovitelj transpersonalne psihologije - Jaroslav Heyrovský (1890–1967), kemik, Nobelov nagrajenec - Václav Hlavatý (1894–1969), češko-ameriški matematik - Miroslav Holub (1923–1998), pisatelj in imunolog - Bohumil Hrabal (1914–1997), pisatelj - Jan Janský (1873–1921), odkril je krvne skupine - Karel I. (1887–1922), zadnji avstrijski cesar in češki kralj - Jan Kavan (rojen 1946), politik in diplomat - Luboš Kohoutek (rojen 1935), astronom - Henry Kučera (rojen 1925), lingvist/kognitivni raziskovalec - Martin Kukučín (1860–1928), slovaški pisatelj - Milan Kundera (rojen 1929), pisatelj - Lyubomir Miletich (1863–1937), bolgarski akademik - George Placzek (1905–1955), fizik - Jan Stráský (rojen 1940), politik - Ota Šik (1919–2004), ekonomist - Vavro Šrobár (1867–1950), fizik in politik - Peter Tomka (rojen 1956), sodnik Mednarodnega sodišča - Ivana Trump (rojena 1949), podjetnica - Vladislav Vančura (1891–1942), pisatelj | - Ferdinand Blumentritt - Johann Böhm - Max Brod (1884–1968), pisatelj - Carl Ferdinand Cori (1896–1984), biokemik, Nobelov nagrajenec - Gerty Cori (1896–1957), biokemik, Nobelov nagrajenec - Carl Friedrich Heinrich Credner - Karl Deutsch (1912–1992), socialist in politik - Viktor Fischl (1912–2006), pesnik in diplomat - Karl Hermann Frank - Hermann Grab - Erich Heller - Friedrich Hopfner - Franz Hofmeister - Franz Kafka (1883–1924), pisatelj - Karel I. - Egon Erwin Kisch (1885–1948), pisatelj in novinar - Wilhelm Klein - Paul Kornfeld - Arthur Mahler - August Leopold von Reuss - Rainer Maria Rilke - Johannes Urzidil (1896–1970), pisatelj in novinar - Felix Weltsch - Max Wertheimer (1880–1943), psiholog |

### Pomembni akademiki
| Nerazdeljena, pred 1882 | Češka univerza (1882–1939 in 1945 do danes) | Nemška univerza (1882–1945) |
| --- | --- | --- |
| - Jan Gebauer - Anton Gindely - Jan Hus - Jan Jesenius - Ignatz Mühlwenzel, matematik in optik - František Josef Studnička - Johannes Vodnianus Campanus, pisatelj, dramatik - Stanislav Vydra | - Bohuslav Balcar - Václav Bělohradský - Edvard Beneš - Eduard Čech - Karel Domin - Miroslav Fiedler - Jan Gebauer - František Graus - Eva Hajičová - Václav Hampl - Miroslav Hroch - Bedřich Hrozný - Vojtěch Jarník, matematik - Konstantin Josef Jireček - Erazim Kohák - Karel Kosík - Tomáš Garrigue Masaryk, filozof, politik, prvi predsednik Češkoslovaške - Vilém Mathesius - Josef Matoušek - Jan Mukařovský, literarni teoretik, lingvist - Alois Musil, orientalist - Milan Nakonečný - Jaroslav Nešetřil, matematik - Jan Patočka, filozof - Josef Ladislav Píč - Antonín Rezek - Stanislav Segert - Petr Sgall - František Josef Studnička - Vojtěch Šafařík - František Šmahel - Pavel Tichý - Dušan Třeštík - Petr Vopěnka - Ivan Wilhelm | - Friedrich Adler, politik] - Alfred Amonn - Gustav Becking - Albert Einstein, fizik - Gerhard Gentzen - Heinrich Hilgenreiner - Otto Kahler - Gustav Karl Laube - Ernst Mach, fizik - Günther von Mannagetta und Lërchenau Beck - Hans Petersson - Josef Pfitzner - Ernst Pringsheim, starejši - Ernst Pringsheim - Friedrich Reinitzer, tekoči kristali - Samuel Friedrich Stein - Moritz Winternitz - Alfred Woltmann |